# Gonaphodiellus pacatus
Gonaphodiellus pacatus är en skalbaggsart som beskrevs av Edgar von Harold 1880. Gonaphodiellus pacatus ingår i släktet Gonaphodiellus och familjen Aphodiidae. Inga underarter finns listade i Catalogue of Life.